# カール・ポパー
サー・カール・ライムント・ポパー（Sir Karl Raimund Popper, CH FRS FBA、1902年7月28日 - 1994年9月17日）は、オーストリア出身のイギリスの哲学者。ロンドン・スクール・オブ・エコノミクス教授。
純粋な科学的言説の必要条件として反証可能性を提起し、批判的合理主義に立脚した科学哲学及び科学的方法の研究の他、社会主義や全体主義を批判する『開かれた社会とその敵』を著すなど社会哲学や政治哲学も展開した。
フロイトの精神分析やアドラーの個人心理学、マルクス主義の歴史理論、人種主義的な歴史解釈を疑似科学を伴った理論として批判。ウィーン学団には参加しなかったものの、その周辺で、反証主義的観点から論理実証主義を批判した。

## 生涯
ポパーは1902年にウィーンの中流家庭で生まれた。元来がユダヤ系だった両親はキリスト教に改宗しており、ポパーもまたルター派の教育を受けた。弁護士であったポパーの父親は愛書家で、書斎には1万2千から1万4千冊の蔵書を有していたと言われ、ポパーはその様な自身の父親について「弁護士というよりは学者」であったと述べている。
13歳でポパーはマルクス主義者になったが、1919年にウィーンで社会主義者や共産主義者のデモ隊と警察の衝突で若者が死亡した事件がおきると、17歳で反マルクス主義者となった。その後も30歳までは社会主義者であったが、自由と社会主義が両立しうるか疑いを強めていった。
1928年にウィーン大学にて哲学の博士号を取得し、1930年からの6年間中学校で教鞭を取った後、1937年に『科学的発見の論理』（Logik der Forschung）を発表。心理主義、自然主義、帰納主義、論理実証主義を批判し、科学の必要条件として反証可能性を提起し、理論として発展させた。
1937年、ナチスによるオーストリア併合（アンシュルス）の脅威が高まると、ユダヤ系オーストリア人であったポパーは、ニュージーランドに移住し、南島のクライストチャーチにあるカンタベリー大学で哲学講師となった。1945年に出版された主著の一つ『開かれた社会とその敵』 (The Open Society And Its Enemies) は、この時代にファシズムやマルクス主義の社会哲学を批判するものとして、第二次世界大戦前から戦中にかけて構想され、執筆されたものである。また、この間を通して、ポパーは自身の叔父、叔母、いとこなど親族だけで17人のユダヤ系の同胞をホロコーストの犠牲者としてナチスの強制収容所で失った。
第二次世界大戦が終わるとイギリスに移り、ロンドン・スクール・オブ・エコノミクス（LSE）にて科学的方法の助教授を経て、教授となった。1958年から1年間、『アリストテリアン・ソサイエティ』誌の編集責任者を務めた。1965年にはバートランド・ラッセルからの強い推薦を受けて、女王エリザベス2世からナイトに叙任され、11年後には王立協会フェロー。学界を1969年の時点で退いてはいるものの、彼の学術的影響は1994年に亡くなるまで絶えることがなかった。また彼は人本主義学会の会員でもあり、ユダヤ教やキリスト教の道徳教育を顧慮しながらも自らを不可知論者と称していた。
ポパーの影響を受けた哲学者として、ラカトシュ・イムレ、ジョン・ワトキンス、ポール・ファイヤアーベントらがいる。経済学者フリードリヒ・ハイエクとは友人関係だった。
その他、金融トレーダー界隈でも大きな影響を与えている。哲学者になるという夢を抱いていた投資家で慈善家のジョージ・ソロスは、祖国ハンガリーでのナチズムと共産主義体制を経験した後、ロンドン・スクール・オブ・エコノミクス（LSE）での留学生時代の夏休みに図書館から借りて読んだ『開かれた社会とその敵』に強く感銘を受けて以来（このために、ソロスはこの夏が自分の人生で最高の夏であったと述べている）、ポパーを自らの師と仰ぎ、実際に、自身の学士論文の指導教官をポパーに依頼している。その後もソロスはポパー及びポパーの哲学から多大な影響を受け、その著書や講演で「開かれた社会」について度々語り、自身が1993年に設立した慈善団体の名称を「開かれた社会（open society）」にちなみ、「オープン・ソサエティ財団（Open Society Foundations）」と名付けている。また、作家であり、ソロスと同様に投資家として巨大な成功を収めた有名な天才トレーダーの一人として知られるナシーム・ニコラス・タレブも、ポパーから絶大な影響を受けている。
量子コンピュータの発明者であり多世界解釈の権威として知られる物理学者のデイヴィッド・ドイチュは、カール・ポパーの知識論を発展させる形で「説明的知識」という概念を提唱している。銀行家、財務官僚で第31代日本銀行総裁の黒田東彦は、ポパーの著書の邦訳を手掛けているほか、2013年に新訳出版された『歴史主義の貧困』において「いま、ポパーを読む意味とは何か」という解説文を寄せている。

## 思想

### 科学哲学
科学哲学におけるポパーの貢献としては以下のようなものが挙げられる。
1. 疑似科学と科学の境界の設定を科学哲学の中心課題として認識したこと
科学とは何かを考える上で、従来の論理実証主義的な立場では、形而下の言説の特徴に、また、命題の意味を検証するための理論に、主眼が置かれていた。しかしポパーは、問題の所在が、意味性にではなく、科学性と非科学性を分け隔てるところの方法性にこそある、と主張した。
2. 反証可能性を基軸とする科学的方法を提唱したこと
反証されえない理論は科学的ではない、というのがポパーの考えである（cf. 反証主義）。自らを反証する論理を命題が内蔵しないという場合はあるわけで、このような命題に基づく理論とその支持者が自らに対する反定立の存在を無視ないしアドホックに回避するところではその一連の理論体系が実質的に反証不可能となり、そこに大きな危険があるのだとポパーは指摘した（この指摘の立場自体を、ポパー自身は識別しなかったが、ラカトシュは省みて方法論的反証主義と呼んだ）。
3. 蓄積主義的でない科学観を提案したこと
反証主義の背景には、ヒューム的な見解、すなわち、或る理論を肯定する事例はその理論を立証することにはならない、という考え方がある。科学の進歩は、或る理論にたいする肯定的な事例が蓄積してこれを反証不可能たらしめてゆくところで起こるのではなく、否定的な事例が反証した或る理論を別の新しい理論がとって代えるところで起こる、というのがポパーの科学観の背景的な見解としてある。
4. 知識のあり方を進化論的に論じたこと
適者生存の法則に重きを置く進化論の観点から、知識はいかに発展するものであるかを説明した。
5. 確率にまつわる新しい説を打ち出したこと
確率を客観的に説く立場の新しいものとして、「或る事象を特定的にもたらす傾向を内在するシステム」が確率の実体であるとポパーは考えた。

### 社会哲学
「開かれた社会」の敵の一つである共産主義・マルクス主義、およびそれに関する一連の思想にたいしては、ポパーはまず、「物事は一定の法則にしたがって歴史的に発展してゆく」とする歴史法則主義あるいは社会進化論を批判した。また、弁証法を基軸とするヘーゲルやマルクスやフランクフルト学派などの思想も批判した。1958年にスイスの海外研究所で行った講演『西洋は何を信じるか』において彼は、「赤でもなく、死でもなく」と言って、断固、ソビエト連邦の政治体制を拒否し、これに反対してゆくことを訴えた。
ポパーによれば、マルクス主義は政治制度を支配集団が握っているとみなすが、これはひどい誇張であり、マルクス主義の、いかなる国家も独裁国家であり、民主制とは階級的独裁でしかないという主張は、神話であり、それこそが空想であるとポパーは批判する。たとえば、マルクスは所得税の累進課税システムは資本主義とは相容れないと信じていたが、イギリスでは国民所得の大半は所得税、法人税、直接税といった形で国へと流れており、こうしたことは、階級的独裁のドクトリンが支持されないことを証しているし、もし階級的独裁の萌芽について語ることができるとしても、それに劣らぬ強い議論によって多様な民主制がそれぞれの程度に無階級社会に近い形をとっていると主張することもできる、とポパーはいう。
自由で合理的な討論が政治に及ぼす影響が、民主制の最大の美徳であるが、これに対して、革命的マルクス主義者やファシストは、力や暴力を信じ、討論相手が自分たちと同じ前提（資本主義への拒絶など）を共有していることが確信できなければならないと主張するが、これではまじめな討論のしようがない、とポパーはいう。ポパーによれば、革命的マルクス主義者とファシストたちは、意見を異にする人とは討論できないし、すべきでないという点で一致しており、どちらのグループも批判的討論はすべて拒絶する。この批判的討論の拒絶の意味するところは、政権を握れば反論はすべて抑圧し、開かれた社会と自由を拒絶していくこととなる。
ポパーは「左翼の革命の帰結として一つ確かなのは、批判し反対する自由の喪失ということでしょう。私の主張は、民主制、つまり、開かれた社会だけが害悪を治療する機会を私たちに与えてくれる、というものです。もし民主的な社会秩序を暴力革命によって破壊するならば、私たちは革命が引き起こす諸々の重大な帰結に対して責めを負うだけでなく、社会の害悪、不正、抑圧を排するために闘うことを不可能にするような社会秩序を新たに打ち建てることにもなるでしょう。」と述べ、政府は必要悪であり、人間性は暴力によって容易く破壊されるとし、「必要とされているのは、私たちの基本的な対立が合理的な手段の向上によって解決されるようなより賢明な社会のために力をつくすことなのです」と語る。
また、今日のマルクス主義知識人のほとんどは、大言壮語を好み、ひどくもったいぶった言い回しで学識を見せびらかすが、彼らの源流はヘーゲルにあり、彼らはソクラテスの「私たちはごくわずかしかーあるいはほとんど何もー知ってはいない」という無知の自覚のような知的謙虚さを欠いているとポパーは批判する。

## 批判

### 科学哲学に関する批判
ポパーの哲学に対する批判は大多数が反証主義、つまり、彼の説明する問題解決法の最重要要素である誤りの排除に対するものである。これらの批判を理解する上では、ポパーの説の狙いを心にとどめておくことが重要である。それは理想的には、人間が問題を解決する上で効果的な実践的な方法となることを狙っている。そういうものとして、現代科学の結論はこの特に精力的な選別法にかけられて生き残ってきた限りで疑似科学や非科学よりも強力である。ポパーは、それゆえにそういう科学の出す結論は全て正しいだとか、反証主義は個人としての科学者全員が実際にとる方法であるなどと主張しているわけではない。
むしろ反証主義は、何らかのシステムやコミュニティに採用されると（そのシステムやコミュニティがどれだけよく採用しているかに応じて）時間のかかるゆっくりだがしかし確実な発展へ導く、推奨される理想的な方法である。ポパーの説は論理実証主義と同時期に生まれたために、強く論理的な真理の説明と思い違いをしばしばされると主張されてきた（論理実証主義の信奉者たちが自分たちの狙いとポパーの狙いを間違えたのである）。
仮説はそれぞれが理論環境の一部として付属しているために一つの仮説をそれ単体でテストすることは不可能だと確証の全体論は主張する。そのため、関連する理論全体をまとめて間違っていたということしかできず、結論としてそのひとまとまりの理論のうちのどの要素を取り除かなければいけないかを言うことはできない。このことの例として、海王星の発見がある。天王星の運動がニュートンの運動法則による予測と合わないとわかったとき、「太陽系には惑星が7つある」という理論が放棄され、ニュートンの運動法則自体は放棄されなかった。素朴な反証主義に対するこの手の批判について『科学的発見の論理』の3章及び4章で論じられている。ポパーによれば、理論はある種の選択の過程を通じて選択もしくは放棄される。物事が表れることについてより多くのことを語る理論はそうでない理論より好まれる。つまり、より一般的に適用できる理論が、より価値が高い。ニュートンの運動法則は広い適用範囲を持っており、より個別的な「太陽系には7つの惑星がある」よりも好まれる。
トーマス・クーンはその影響力の高い著書『科学革命の構造』で、科学者はパラダイムの系列の中で活動しており、また、反証主義者の方法論では科学が不可能になると主張した:
「いかなる理論も、しばしば完全に大抵の問題を解決したとしても、それが存続した時期に直面した問題をひとつ残らず解決したことはない。それに反して、データ理論と一致することなのだが、いつの時代も現存する問題を完全には解けないことによってこそ通常科学を特徴づける難題の多くが定義される。全ての問題がそれぞれ対応する理論を否定する根拠になるならば、全ての理論が全時代を通じて否定されているべきである。一方、厳密な間違いのみが対応する理論の放棄を正当化するならば、ポパリアンには『不可能性』もしくは『反証の程度』の何らかの基準が必要となる。一つを発展させるうえでポパリアンはほぼ確実に、様々な検証するための理論の候補に付きまとう、先ほどのと同様の困難のネットワークに直面する（評価を行う理論は対立する理論に対して退歩することを要求することによってしか自信を正当化できない）。」---The Structure of Scientific Revolutions. pp. 145-6.
  ポパーの弟子イムレ・ラカトシュは、素朴な反証主義のより明確な全称命題よりむしろ「リサーチプログラム」の反証主義による科学的発展を主張してクーンの研究と反証主義を調停しようとした。ポパーの弟子のうちでもう一人ポール・ファイヤアーベントはあらゆる規範的方法論を徹底的に拒否し、唯一の普遍的な方法は科学的発展を「何でもあり」と特徴づけるものだと主張した。
ポパーは、後にクーンによって強調された「科学者たちは必ず、限定された理論的枠組みの中で自説を発展させる」という事実は1934年の版のポパーの著作『科学的発見の論理 (Logik der Forschung)』において既に認識されており、その範囲で「通常科学」に関するクーンの主張の主眼点を予想していたと主張した。（ただしポパーは、自身がクーンの相対主義だとみなしたものを批判している。）また、論文集『推測と反駁――科学的知識の発展』(1963年)ではポパーは「科学は神話とともに、そして神話に対する批判とともに始まる。たくさんの観測結果でも、実験方法の発明でもなく、神話や魔術的技術・営為に対する批判的討論とともに。科学的流儀は前科学的流儀とは二つの層で異なる。前科学的流儀では、それはそれ自身の理論を通過する。しかしそれはそれらに対する批判的態度をも通過する。理論は独断的教義としてではなく、理論について議論したり理論を改良したりすることで通過する」と書いている。
もう一つの反論は、特に帰無仮説を評価する統計的基準を用いている場合に、決定的な誤りを示すことが必ずしも可能ではないということである。より一般的に言えることだが、証拠が仮説と矛盾する際に、そのことが仮説の誤りを示しているのか証拠の誤りを示しているのかは必ずしも明確ではない。しかしながら、こういった批判はポパーの科学哲学が何を示そうとしたかを理解していない。科学を一生懸命発展させるうえでほとんど従う必要のない一揃いの教えを申し出たのではなくむしろ、ポパーは、自分の考えは、仮説と実験の矛盾を解決する方法はどの個々の場合においても科学者集団による判断の問題でしかないということだと『科学的発見の論理』で明らかにしたのである。
ポパーの反証主義には論理的に問題がある。「どんな金属でもそれぞれある温度で溶ける」のような言明をポパーがどのように扱うかは明確ではない。この仮説はいかなる可能な実験によっても反証できない、というのもこの温度で溶けるだろうと思って実験して溶けなかったとしても必ず実験したよりも高い温度が存在するので、この仮説は妥当なように見えるからである。こういった例はカール・グスタフ・ヘンペルによって指摘された。ヘンペルは論理実証主義の正当化は支持できないということは認めるようになったが、反証主義もまた論理的根拠から支持できないと主張した。これに対するもっとも単純な応答として、ポパーは理論がどのように科学としての地位を得、維持し、失っていくのかを示したのだから、現在受け入れられている科学的理論それぞれの推移は試験的な科学的知識の一部であるという意味で科学的であり、ヘンペルの示した例はどちらもこのカテゴリに属しないというものがある。例えば、原子論はどんな金属もある温度で溶けることを示している。
いわゆる批判的合理主義の初期の競争相手のカール＝オットー・アーペルはポパーの哲学の包括的な論駁を試みた。『哲学の転換 (Transformation der Philosophie)』(1973年)において彼は、特にプラグマティズムの観点から言って矛盾しているとしてポパーを批判した。

#### 帰納の問題
批判的合理主義に対するその他の批判としては、批判的合理主義は帰納の問題を解決していないというものがある。批判的合理主義では験証に耐えなかった仮説を除去し、験証によく耐えた仮説を採用する。また、一般に科学的理論の対象範囲は無限に存在し、有限回の験証を行っても対象範囲の全てにその仮説が適用できると証明したことにならないので、験証をいくら行っても仮説が正しいことの証明にはならないともポパーは言っている。そうであるにもかかわらず、ポパーは（一切テストされていない理論よりも）よく験証された理論を使えと言っている。そのため、実際のところ批判的合理主義は、ポパーが激しく批判したまさにその帰納と同じ問題に陥っているのではないかと批判されている。この批判に対してポパーは「厳しいテストをかいくぐって生き延びてきたことは別の意味での合理性を保証」し「批判的な討論よりも合理的なものはないのだから、そういう実際的な場面でも批判的討論をくぐり抜けた理論を使うのが合理的なの」だと主張する。しかし、ここでいう合理性は科学的理論を実際に使おうとする人々が求めるものとは別物で、人々が科学的理論を使う際の根拠とはならないと伊勢田哲治が批判している。
同じ問題に関して、ポパーの弟子のデイヴィッド・W・ミラー（en:David Miller (philosopher)）は、今までテストに耐えてきた科学的理論を間違っていると考える根拠はないのだからその理論を採用し続ける方が合理的であると言って批判的合理主義を擁護している。これに対して、高島弘文が、ミラーの擁護もやはり帰納的推論が紛れ込んだものだとして批判している。その際、高島は、この問題に関して、ミラーの擁護に比べてポパーの擁護は独特の問題を抱えており、ミラーのものと同じようには反論しづらい物であると述べている。
また、日本人だけでも高島以外にも複数の学者がこの、批判的合理主義には帰納が紛れ込んでいるという指摘を行っている。同じく日本のポパー研究者の蔭山泰之は自著でこの問題を総括したうえでポパーを擁護する側に立っているが、批判的合理主義に帰納が含まれているという主張に対して反論することは実質的に放棄している。また、ポパーは、遺稿では「私が批判的合理主義について述べてきたことと科学的理論を実用に供するのとは別の話である」といったことを書いており、ポパーの批判的合理主義における考えを、科学的理論に当てはめることは、必ずしも出来ないと考えていたようだ。

### 他の批判
ポパーの弟子のイムレ・ラカトシュが歴史主義や最新のヘーゲル派の歴史編集的な考えを使ってポパーの哲学を改変したと主張されてきた。
チャールズ・テイラーはポパーが自身の認識論者としての世界的な名声を利用して20世紀大陸哲学者たちの重要性を不当に低く見せかけたと責めている。テイラーによれば、ポパーの批判は全くもって無根拠なものであるが、大陸哲学者たちはポパーの「固有の価値を見出しがたい」という言及を持って認識されているという。ウィリアム・W・バートリーはそういう主張に対してポパーを擁護して「サー・カール・ポパーは実際には現代の専門的な哲学的対話の関係者ではない。それどころかまるで反対に、ポパーはそういった対話を没落させた。彼が正しい道を歩んでいれば、世界中の専門的な哲学者の多くは彼らの知的遍歴を無駄にしてきたか今も無駄にし続けているであろう。ポパーの哲学のやり方と大部分の専門的な哲学者のやり方との間のへだたりは天文学と占星術の間のそれと同じぐらい大きい」と言っている。
2004年に、フローニンゲン大学の哲学者で心理学者のMichel ter Harkが『ポパー、オットー・ゼルツと革命的認識論の興隆』で、ポパーはそのアイディアの多くを彼の指導教員だったドイツの心理学者オットー・ゼルツから拝借していると述べた。ナチスがゼルツの研究を1933年に辞めさせ、ゼルツの研究に言及することも禁じたこともあって、ゼルツは自身の考えを発表することはなかった。
政治学者ジョン・グレイによれば、ポパーは「理論は反証可能である限りで科学的であり、反証されたならばただちに放棄されるべきである」と考えた。グレイは、ポパーの説明する科学的方法を適用していれば「ダーウィンやアインシュタインの理論は生まれるときに殺されたであろう、理論が最初に前進しようとするときに、もう少し理論が成長すれば決定的に支持する証拠となるようなものでも食い違いが生じることがあるとし、グレイは科学の発見は合理性にあらがうことから生じるという非合理的な理論の構築を模索している。しかしながらグレイは、いかなる対応する理論と食い違う証拠や彼が「決定的な支持」に訴えることがポパーが論理的に正当化できないことを示そうとした科学に対するまさに帰納主義的なアプローチを説明するかを示したわけではない。ポパーによれば、アインシュタインの理論は初期構想において少なくともニュートンの理論と同じ程度には確証されているので、今のところ利用可能な証拠によって同程度に説明されている。そこからさらに、アインシュタインはニュートンの理論の経験的な論証をも説明したので、一般相対性理論はその時点で試験的な受容に適するとみなされるということに、ポパーの説明ではなる。実際、グレイが批判する以前数十年前にポパーはイムレ・ラカトシュの批判的論考に答えてこう書いている:
「確かに私は『論駁 （refutation）』にen:Rejectionついて議論する際に『除去（elimination）』、さらに『否定 （rejection）』という言葉を使ってきた。しかし、科学的理論に適用される際にそれらの言葉が意味するのは、真なる理論の競争相手として除去される、つまり論駁されることを意味しているのであって、必ずしも打ち捨てられて二度と甦らないというわけではないことは私の主な主張から言って明白である。さらに、そういういかなる論駁も誤りを免れえないことを私はしばしば指摘してきた。私たちが論駁を受け入れるか否か、そしてさらに私たちが理論を『打ち捨てる（abondone）』か、あるいは、例えば改良するだけにとどめたり、まだ固執し続けたり、代わりに同じ問題に関わっていて方法論的に受容できる理論を見つけようとしたりするかどうかは推測やリスクテイキングにつきものの問題である。私が誤りを認めることと理論をうち捨てることを混同していないことは、アインシュタインが一般相対性理論は誤った理論でありニュートンの重力理論よりも良い近似であるとしかみなしていなかったことを私がしばしば指摘してきた事実から理解できる。彼は確かに一般相対性理論を『うち捨て』なかった。そして彼は死ぬまで一般相対性理論をさらに一般化することで発展させようとした。」

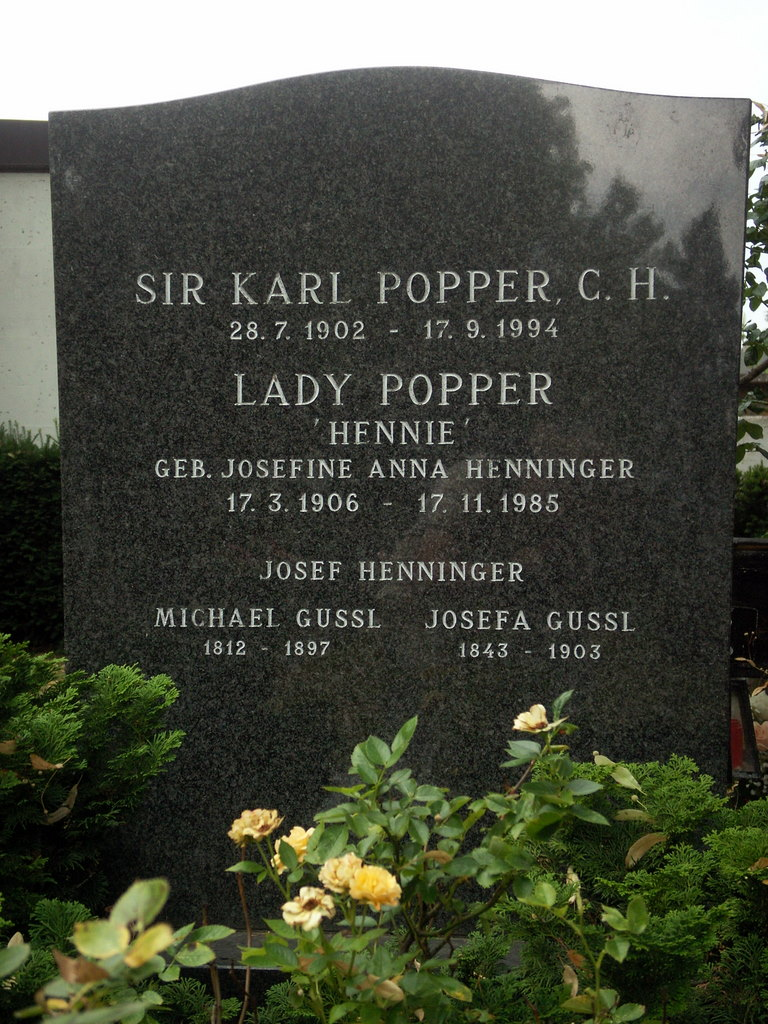
ウィーンのキューニグルベルクにある彼の墓所

## エピソード
1946年10月25日、ルートヴィヒ・ヴィトゲンシュタインは、どの問題が本物である、あるいはまさに言語学的な問題であるかをポパーと議論した際にケンブリッジ大学キングスカレッジ倫理科学部の会合でポパーに対して火かき棒を振り回したとして「招待された講師を脅さないように」とポパーに責められ、激怒して会合から去ったと言われている。ヴィトゲンシュタインの友人たちは彼が火かき棒を手に取ることなどほとんどなかったと証言しているが、ポパーはヴィトゲンシュタインの浪費癖を笑いものにするという状況を利用した。

## 著書

### 単著
- The Two Fundamental Problems of the Theory of Knowledge, 1930–1933 (as a typescript circulating as Die beiden Grundprobleme der Erkenntnistheorie; as a German book 1979, as English translation 2008), ISBN 0-415-39431-7
- 『科学的発見の論理』（独: Logik der Forschung、英: The Logic of Scientific Discovery） - 1934年独語原著、1959年英訳
  - 『科学的発見の論理』（恒星社厚生閣（上下）, 1971-72年）
- 『歴史主義の貧困（英語版）』（英: The Poverty of Historicism、1936年、ブリュッセルにおける会議での草稿／1944 - 45年、学術誌『エコノメトリカ』で連載／1957年、出版）
  - 『歴史主義の貧困――社会科学の方法と実践』（中央公論社、1961年／新版1978年）
  - 『歴史主義の貧困』（日経BP社〈日経BPクラシックス〉、2013年）
- 『開かれた社会とその敵』（英: The Open Society and Its Enemies、1945年、全二巻）
  - 『開かれた社会とその敵（1） プラトンの呪文』（未來社、1980年）
  - 『開かれた社会とその敵（2） 予言の大潮――ヘーゲル、マルクスとその余波』（未來社、1980年）
- Quantum Theory and the Schism in Physics, 1956/57 (as privately circulated galley proofs; published as a book 1982), ISBN 0-415-09112-8
- 『開かれた宇宙』（英: The Open Universe: An Argument for Indeterminism、1956 - 57年、私的なゲラ刷り／1982年出版)
  - 『開かれた宇宙――非決定論の擁護』  （岩波書店, 1999年）
- Realism and the Aim of Science, 1956/57 (as privately circulated galley proofs; published as a book 1983), ISBN 0-09-151450-9
  - 『実在論と科学の目的――W・W・バートリー三世編『科学的発見の論理へのポストスクリプト』より』 1956/57 1983年出版 （岩波書店、2002年）
- Conjectures and Refutations: The Growth of Scientific Knowledge, 1963, ISBN 0-415-04318-2
  - 『推測と反駁――科学的知識の発展』 1963 （法政大学出版局、1980年）
- 『客観的知識』（Objective Knowledge: An Evolutionary Approach、1972年、初版／1979年、改訂版）
  - 『客観的知識――進化論的アプローチ』 （木鐸社、1974年）
- 『果てしなき探求』（Unended Quest: An Intellectual Autobiography、1976年、著述／2002年出版）
  - 『果てしなき探求――知的自伝』（岩波書店、1978年／同時代ライブラリー（上下）、1995年／岩波現代文庫（上下）、2005年）
- In Search of a Better World, 1984, ISBN 0-415-13548-6
  - 『よりよき世界を求めて』 1984 （未來社、1995年）
- A World of Propensities, 1990, ISBN 1-85506-000-0
  - 『確定性の世界』 1990 （信山社出版、1995年）
- The Lesson of this Century, (Interviewer: Giancarlo Bosetti, English translation: Patrick Camiller), 1992, ISBN 0-415-12958-3
- All Life is Problem Solving
- 『フレームワークの神話』（英: The Myth of the Framework: In Defence of Science and Rationality、1994年） - Mark Amadeus Notturno編
  - 『フレームワークの神話――科学と合理性の擁護』（未來社、1998年）
- Knowledge and the Mind-Body Problem: In Defence of Interaction (edited by Mark Amadeus Notturno) 1994 ISBN 0-415-11504-3
- The World of Parmenides, Essays on the Presocratic Enlightenment, 1998, Edited by Arne F. Petersen with the assistance of Jørgen Mejer, ISBN 0-415-17301-9
- After The Open Society, 2008. (Edited by Jeremy Shearmur and Piers Norris Turner, this volume contains a large number of Popper's previously unpublished or uncollected writings on political and social themes.) ISBN 978-0-415-30908-0
  - カール・ポパー『カール・ポパー　社会と政治　「開かれた社会」以後』ジェレミー・シアマー、ピアズ・ノーリス・ターナー編、神野慧一郎、中才敏郎、戸田剛文訳、ミネルヴァ書房、2014
- Frühe Schriften, 2006 (Edited by Troels Eggers Hansen, includes Popper's writings and publications from before the Logic, including his previously unpublished thesis, dissertation and journal articles published that relate to the Wiener Schulreform.) ISBN 978-3-16-147632-7

### 共著
- The Self and Its Brain: An Argument for Interactionism (with Sir John C. Eccles), 1977, ISBN 0-415-05898-8
  - （ジョン・C・エクルズ）『自我と脳』（思索社, 1986年）
- Die Zukunft ist offen (The Future is Open) (with Konrad Lorenz), 1985 (in German), ISBN 3-492-00640-X
  - （コンラート・ローレンツ）『未来は開かれている――アルテンベルク対談』（思索社, 1986年）
- （フランツ・クロイツァー）『開かれた社会-開かれた宇宙――哲学者のライフワークについての対話』（未來社, 1992年）